# IJsselmeervogels Spakenburg
Le IJsselmeervogels Spakenburg est un club néerlandais de football basé à Bunschoten-Spakenburg.

## Historique
- 1932 : fondation du club